# ムスチスラフ3世
ムスチスラフ3世（ムスチスラフ・ロマノヴィチ）（ロシア語: Мстислав Романович Старый、ウクライナ語: Мстислав Романович Старий、1156/62年 - 1223年6月2日）は、ロマン・ロスチスラヴィチの子。スモレンスクのモノマフ一門（ウラジーミル・モノマフを始めとする家系）の出である。プスコフ公（在位：1180年 - 1195年）、スモレンスク公（在位：1197年 - 1214年）、ベルゴロド公（在位：1206年 - 1207年）、キエフ大公（在位：1214年 - 1223年）。　

## 略歴
1176年、ロストヴェツにおいて、叔父リューリク、兄ヤロポルクと共にポロヴェツ族との戦いに参加し、敗戦している（ロストヴェツの戦い）。これがムスチスラフが政治の舞台に登場した最初の記録である。
1178年、父によって、ムスチスラフ・ロスチスラヴィチと争っていたヴィテプスク公フセスラフ・ヴァシリコヴィチの援軍として派遣され、ノヴゴロドにおけるムスチスラフ・ロスチスラヴィチの主導権を遮断して紛争を収めた。
1185年、ホロール川でのポロヴェツ族との戦いに参加し、戦いを終結に導いた。
1195年、チェルニゴフのオレグ家諸公がヴィテプスクへの遠征軍を組織し、途上でスモレンスクの地を破壊し始めた。ムスチスラフは、叔父のスモレンスク公ダヴィドの命によって迎撃に出た。戦闘は初め優勢だったが、ポロツク公国軍に背後を衝かれ捕虜になった（ルーシ内戦 (1195年 - 1196年)）。また、1197年には叔父ダヴィドの死によりスモレンスク公となった。
1214年、従兄弟のムスチスラフ・ムスチスラヴィチがノヴゴロド公となり、ムスチスラフをキエフ大公とした。なおムスチスラフ・ムスチスラヴィチは、次の夏までにガーリチに基盤を築いている。
1223年、モンゴル帝国軍の最初の侵攻の情報がもたらされると、ムスチスラフとムスチスラフ・ムスチスラヴィチは、キエフにて、モンゴル軍に対する諸公との会議を取り持った。しかし、肝心のカルカ河畔の戦いでは川岸の要塞化を怠り、3日で侵略を許した。諸公の連合軍は敗れ、ムスチスラフは捕虜となり処刑された。

## 子女
- スヴャトスラフ（? - 1239年?） - ノヴゴロド公（1218年 - 1219年）、ポロツク公（1222年 - 1232年）、スモレンスク公（1232年 - 1239年）。
- イジャスラフ[1] - ガーリチ公ウラジーミルの子ともいわれる
- フセヴォロド（? - 1249年） - ノヴゴロド公（1219年 - 1221年）、スモレンスク公（1239年 - 1249年）。
- ロスチスラフ[1] - スモレンスク公ムスチスラフの子ともいわれる
- アガフィヤ（? - 1221年） - 1195年にノヴゴロド公コンスタンチンと結婚
- 娘（名前不明） - トゥーロフ公アンドレイ・イヴァノヴィチと結婚